# 대저중앙초등학교
대저중앙초등학교는 대한민국 부산광역시 강서구 강동동에 있는 공립 초등학교이다.

## 학교 연혁
- 1935년 6월 10일 대저공립보통학교 사두분교장 개교(설립인가 3월 31일)
- 1938년 4월 1일 사두공립심상소학교로 승격
- 1941년 4월 1일 사두공립국민학교로 개칭
- 1943년 1월 20일 신축 교사로 이전(사유: 김해비행장 확장)
- 1946년 6월 10일: 대저중앙국민학교로 교명 변경
- 1964년 3월 16일: 신노전분교장 개교
- 1978년 2월 15일: 김해군에서 부산직할시로 편입
- 1996년 3월 1일: 대저중앙초등학교로 개칭
- 1997년 7월 28일 신축 교사로 이전(사유: 김해공항 확장)
- 1997년 8월 14일 신축 교사 준공
- 1997년 10월 1일: 신노전분교장 폐교 및 본교 통폐합
- 2005년 11월 30일: 교내공원 조성사업, 장애우 편의시설 설치
- 2007년 5월 28일: 7개 교실 냉난방기 설치
- 2009년 5월 27일: 과학실, 미술실 및 실과실습실 개선사업
- 2009년 6월 25:일 모둠학습실 설치
- 2010년 2월 28일: 오후돌봄교실 설치
- 2010년 3월 1일: 생태학습장 조성, 학교숲 연구학교(~ 2011년 2월 28일)
- 2014년 7월 9일: 효실천 협약식 체결
- 2015년 5월 1일: 대저중앙 가족운동회 실시
- 2016년 2월 19일: 제76회 졸업식(누계 5,747명)
- 2016년 3월 1일: 제30대 이순옥 교장 부임
- 2016년 3월 2일: 7학급 편성(특수 포함), 입학생 7명
- 2018년 2월 28일: 폐교[1]
- 2025년 3월 1일: 에코델타시티 내에서 재개교[2]

## 학교 위치
- 1997년 7월 28일 ~ 2018년 2월 28일 : 강서구 중앙새싹1길 48 (대저동)
- 2025년 3월 1일 ~ : 강서구 에코델타2로 23 (강동동)

## 참고 자료
- 대저중앙초등학교 - 한국교육학술정보원 학교알리미